# Farming Simulator 14
Farming Simulator 14 — компьютерная игра в жанре симулятора фермы, разработанная швейцарской компанией Giants Software; входит в серию Farming Simulator. Была выпущена на Windows, Nintendo 3DS, PlayStation Vita, Android, iOS и Windows 10 Mobile 18 ноября 2013 года.

## Геймплей
У игрока есть 25000 $ и начальная техника: трактор Lindner Geotrack 95, комбайн Fahr M66, самосвальный прицеп Krone Emsland, культиватор и сеялка. Есть два поля. На одном пшеница, а другое пусто. В элеваторе три вида зерна, по 25 кубометров каждое: пшеница, канола и кукуруза. Зерно можно продать в разных местах по разным ценам. Есть коровы, которых нечем кормить. Надо заработать на луг и технику для заготовки сена. Когда у коров появляется сено, появляется прицеп-молоковоз и можно будет продавать молоко.

## Критика
| Иноязычные издания | Иноязычные издания |
| Издание            | Оценка             |
| ------------------ | ------------------ |
| Nintendo Life      | 5/10 (3DS)         |
| The Guardian       | (Vita)             |
| Pocket Gamer       | (iOS, Android)     |
| TechTudo           | 5,5/10             |

В рецензии для The Guardian Уилл Фримен, рассматривая версию для PlayStation Vita, посчитал игру неторопливой — что, с его точки зрения, было преимуществом на фоне многих современных игр; при этом Farming Simulator 14 визуально непривлекательна и очень плохо сообщает игроку, что от него требуется сделать. Обозреватель Pocket Gamer Гарри Слейтер назвал версию Farming Simulator 14 для iOS и Android «простой и некрасивой» игрой, которая мало что добавляет к своей предшественнице (Farming Simulator 3D). Он отметил неспешность игры — на протяжении большей части времени игроку нечем в ней заниматься, кроме как смотреть, как растут виртуальные растения. Марчелло Апостолико в обзоре версии игры для PlayStation Vita, опубликованном на сайте Pushsquare, посчитал, что игра «работает» и может в какой-то мере развлекать игроков, преодолевших кривую обучения, но после этого в ней особо и нечем заниматься — её даже сложно рекомендовать кому-то, кроме рьяных поклонников сельского хозяйства.